# 铁厂镇 (遵义市)
铁厂镇，是中华人民共和国贵州省遵义市播州区下辖的一个乡镇级行政单位。

## 行政区划
铁厂镇下辖以下地区：
铁厂居社区、西花村、河西村、院子村、青坑村、三星村和洞上村。